# Przechodzący przez rzekę
Przechodzący przez rzekę – rzeźba balansująca w Bydgoszczy, zawieszona na linie nad rzeką Brdą, w pobliżu mostu Jerzego Sulimy-Kamińskiego.

## Opis
Rzeźba autorstwa częstochowskiego rzeźbiarza Jerzego Kędziory, została odsłonięta 1 maja 2004, z dniem wejścia Polski do Unii Europejskiej.
Pomysł umieszczenia rzeźby nad Brdą pochodzi od wiceprezydenta Bydgoszczy w latach 2003–2005 Macieja Obremskiego. Rzeźba przedstawia młodego mężczyznę z przepaską na biodrach przechodzącego na linie rozpiętej nad rzeką. W jednej ręce trzyma żerdź, w drugiej – strzałę, a na ramieniu niesie rzymskie sandałki – takie same jakie ma bydgoska „Łuczniczka”. Poniżej liny znajduje się jaskółka.
Figura wykonana jest z kompozytów żywicznych z pyłem mosiężnym. Wysokość figury to 2,2 metra, waga 50 kilogramów. Żerdź ma długość 6 metrów, a lina ponad 100 metrów. Postać utrzymuje pozycję pionową dzięki temu, że środek masy figury znajduje się w centralnym miejscu liny, na której wisi. Twarz „Przechodzącego przez rzekę” ma rysy syna artysty, Bartłomieja.
Rzeźbę łączy się powszechnie z bydgoskim posągiem „Łuczniczki”. Młody mężczyzna reprezentuje adoratora pięknej „Łuczniczki”, przenoszącego strzałę wypuszczoną przez spiżową piękność na drugi brzeg rzeki.
„Przechodzący przez rzekę” jest uznawany za jeden z najbardziej udanych przykładów nowoczesnej rzeźby w Bydgoszczy, dobrze wkomponowanej w Bydgoski Węzeł Wodny. Wartość obiektu podkreśla jego położenie przy moście Jerzego Sulimy-Kamińskiego. W pobliżu obiektu znajdują się zabytki i symbole Bydgoszczy – stare spichrze, nowe spichrze, gmach Poczty Głównej.

## Galeria

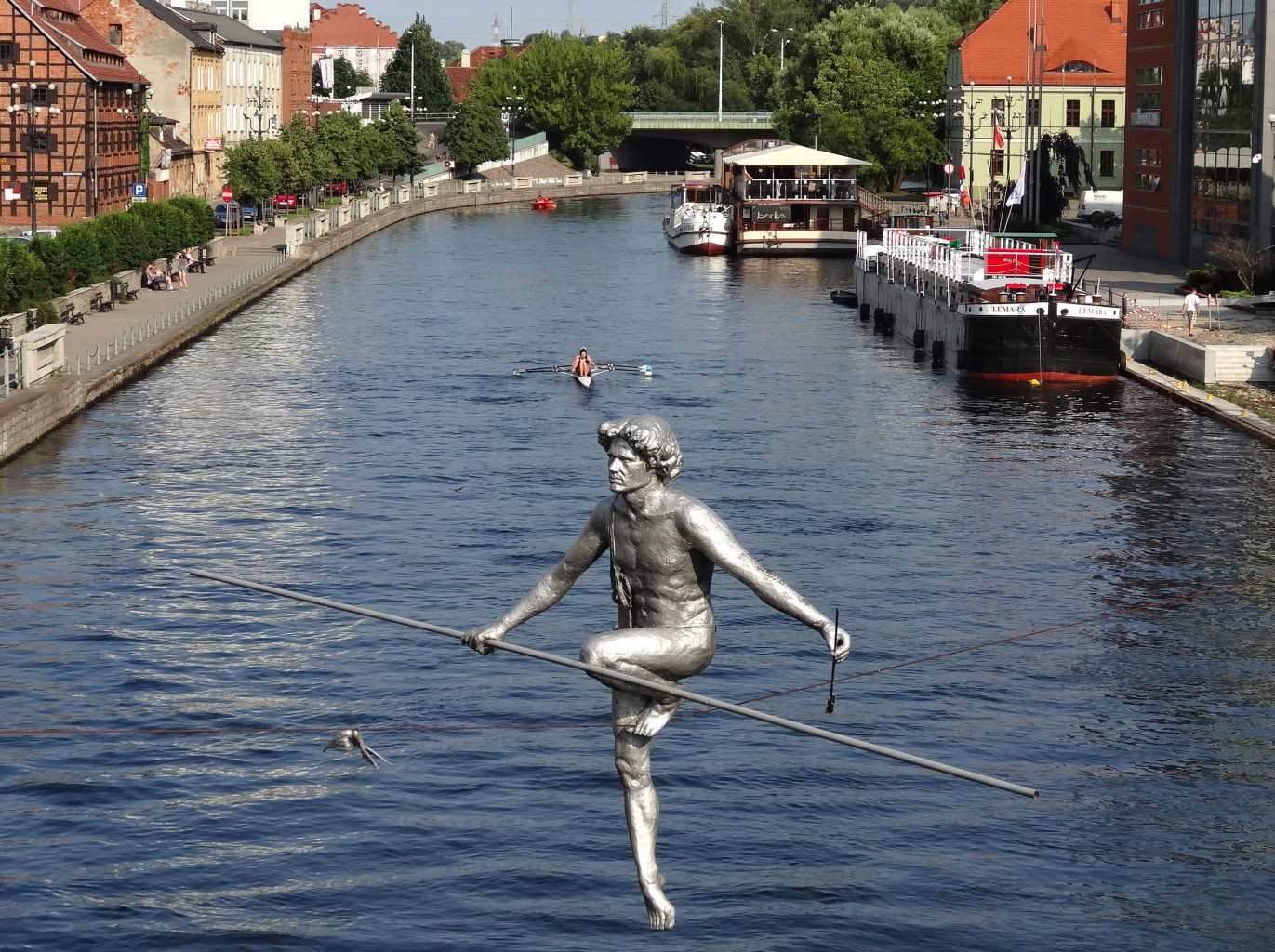
Nad Brdą
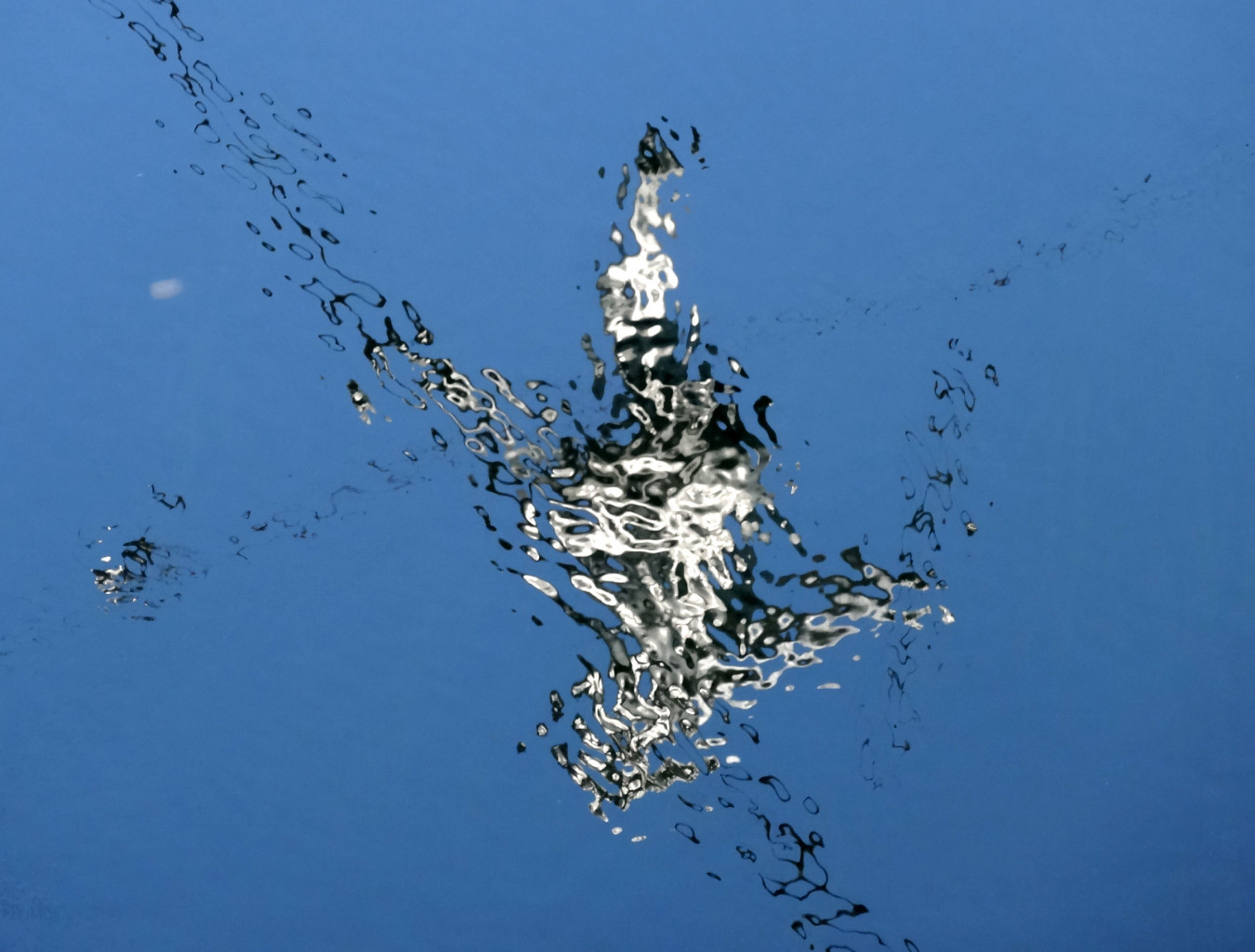
Odbicie w rzece
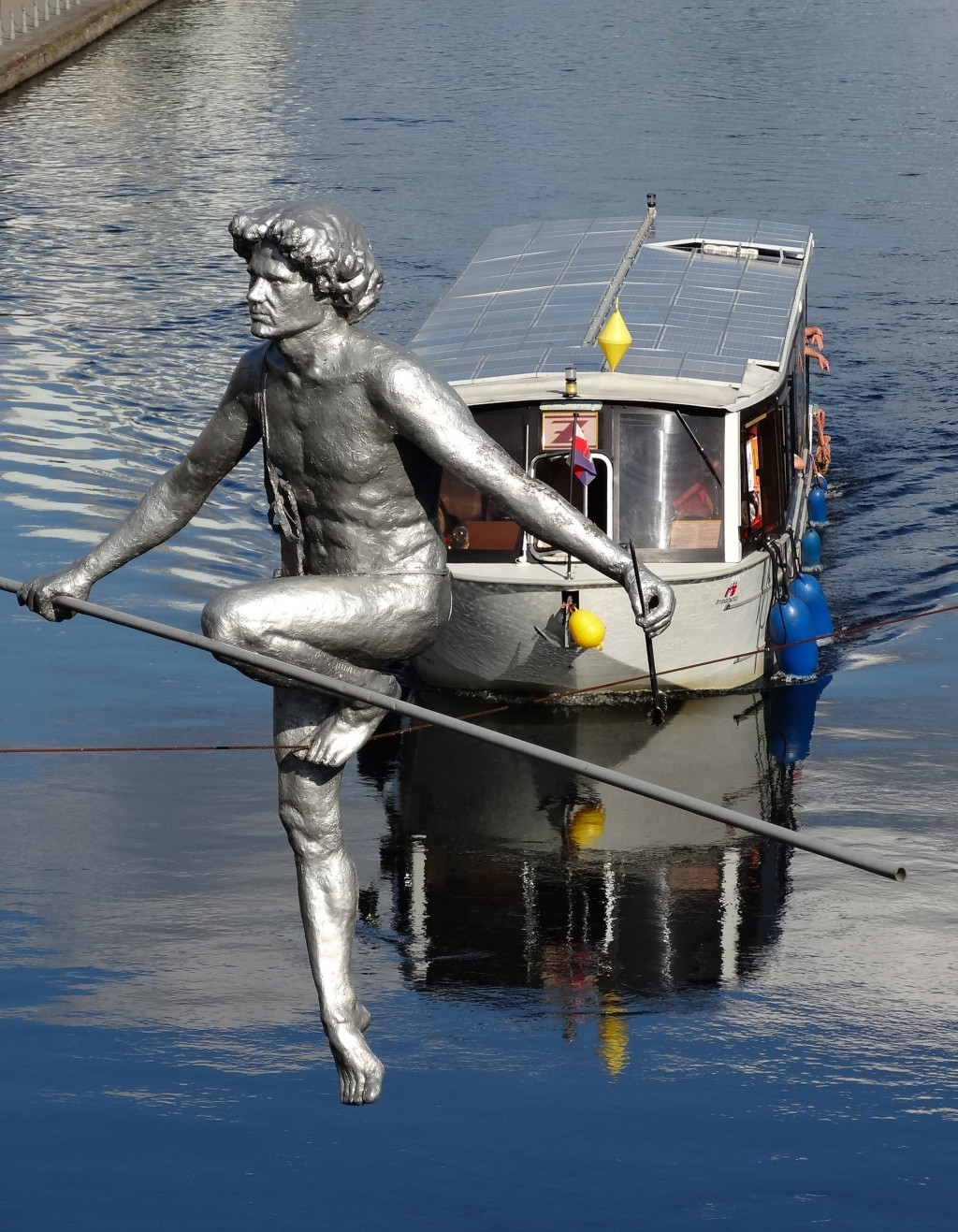
Z Tramwajem Wodnym
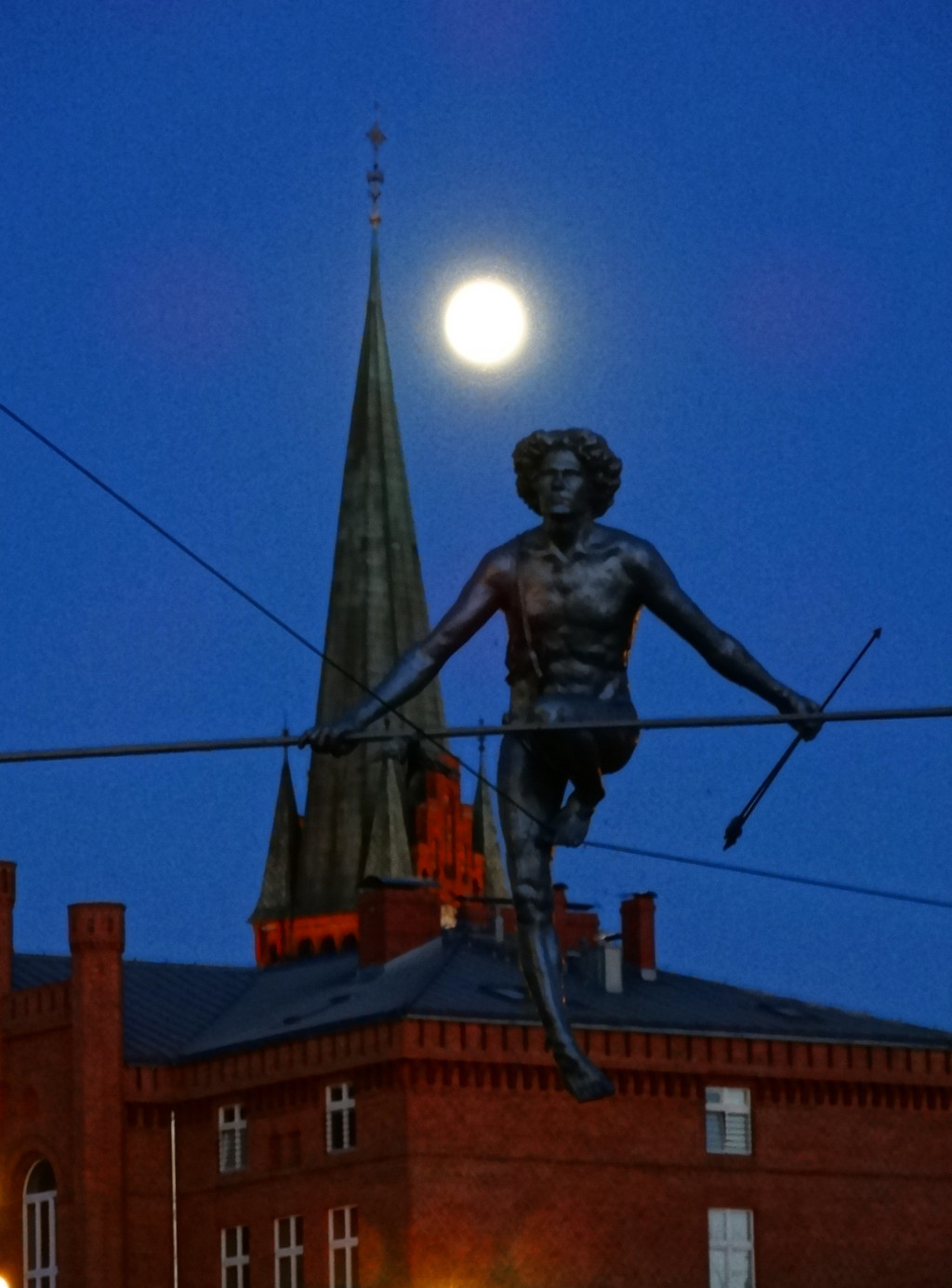
Nocą
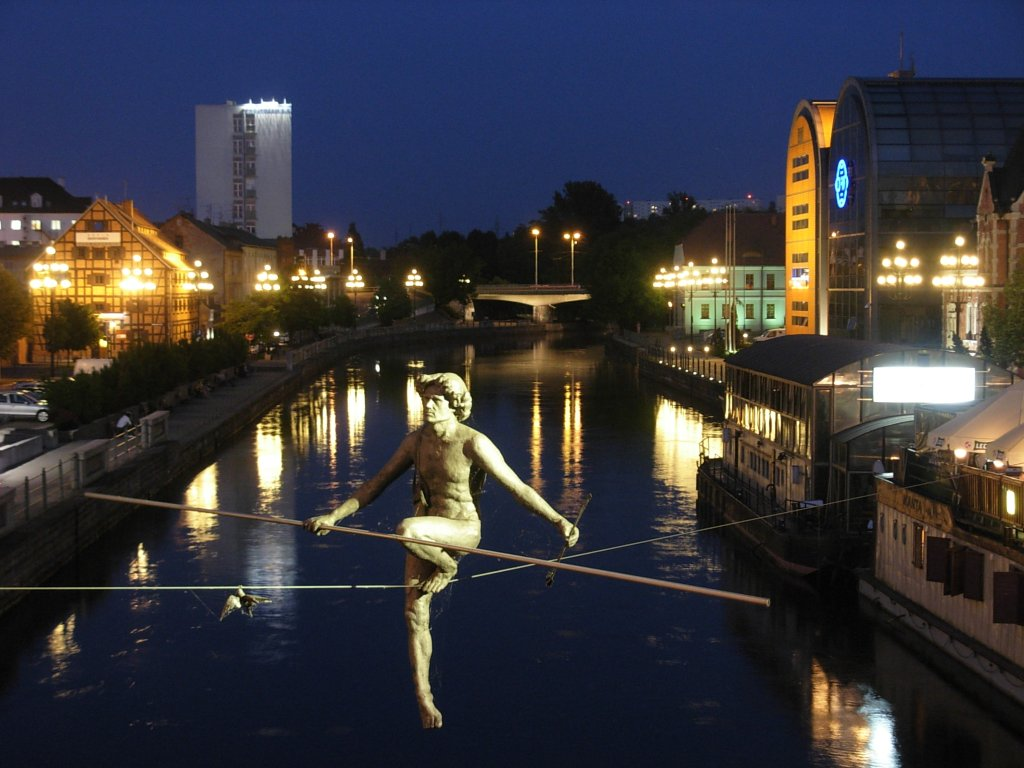
O zmierzchu